# Walid Gholmieh
Walid Georges Gholmieh (født 14. april 1938 i Marjeyoun, død 7. juni 2011 i Beirut, Libanon) var en libanesisk komponist og dirigent.
Gholmieh hørte til en af mellemøstens betydligste komponister og dirigenter. Han har skrevet seks symfonier, orkesterværker, messer, filmmusik, sceneværker og koncerter for mange instrumenter.
Han grundlagde Lebanese National Symphony Orchestra og Lebanese National Arabic Oriental Orchestra.
Gholmieh komponerede også den irakiske nationalmelodi "Adulfurataini Watan" (landet med de to floder), som blev brugt fra 1979-2003.

## Udvalgte værker
- Symfoni nr. 1 "Al Quadissiya" (1978) - for orkester
- Symfoni nr. 2 "Al Mutanabbi"(1979) - for orkester
- Symfoni nr. 3 "Al Yarmouk" (1980) - for orkester
- Symfoni nr. 4"Al Chahid" (1982) - for orkester
- Symfoni nr. 5  "Al Mawakeb" (19?) - for orkester
- Symfoni nr. 6 "Al Fajr" (19?) - for orkester
- "Marjeyoun" (1979) - for orkester
- "Beirut" (1979) - for orkester